# Glaucina jemezata
Glaucina jemezata är en fjärilsart som beskrevs av Samuel E. Cassino och Louis W. Swett 1923. Glaucina jemezata ingår i släktet Glaucina och familjen mätare. Inga underarter finns listade i Catalogue of Life.